# Scolosaurus cutleri
Scolosaurus cutleri es una especie y tipo del género extinto Scolosaurus de dinosaurio tireoforo anquilosaurino que vivió a finales del período Cretácico hace aproximadamente entre 76,5 a 75 millones de años, durante el Campaniense, en lo que es hoy Norteamérica. Fue nombrado por Franz Nopcsa von Felső-Szilvás en 1928, basándose en el holotipo NHMUK R.5161, un esqueleto postcraneal parcial que conserva todo el esqueleto excepto el extremo distal de la cola, la extremidad anterior derecha y la extremidad posterior derecha. También están presentes la rara conservación de los osteodermos y la impresión de la piel. El esqueleto fue recolectado por William E. Cutler en 1914 en la Cantera RTMP 80 en Deadlodge Canyon. Fue extraído de la parte inferior de la Formación Dinosaur Park o posiblemente incluso de las capas superiores de la subyacente Formación Oldman, lo que lo convierte en el más antiguo anquilosáurido norteamericano descrito. El nombre del género se deriva de, σκῶλος,  skolos, "estaca puntiaguda" y saûros, sauros, "lagartos" en griego antiguo. El nombre de la especie, cutleri, honra a su descubridor, W. E. Cutler, quien fue herido de gravedad cuando el espécimen cayó sobre él cuando se encontraba excavándolo.  Fue recolectado del fondo de la Formación Dinosaur Park.en areniscas de grano fino y sedimentos de arcillas de grano fino que se depositaron durante la etapa Campaniense del Cretácico Tardío, hace aproximadamente 76,5 millones de años. El espécimen de holotipo se encuentra en la colección del Museo de Historia Natural de Londres, Inglaterra.
En 1971, Walter Coombs asumió que había una única especie de anquilosaurio durante la etapa del Campaniense en el Cretácico. Él sinonimizó a los géneros Anodontosaurus, Dyoplosaurus y Scolosaurus con Euoplocephalus tutus. Scolosaurus cutleri y Euoplocephalus tutus desde entonces fueron considerados generalmente como una misma especie y por lo tanto BMNH R.5161 fue referido a Eu. tutus. 
Sin embargo, una redescripción posterior de Scolosaurus publicada en 2013 en la publicación Canadian Journal of Earth Sciences por Paul Penkalski y William T. Blows sugiere que el género es un taxón válido. En 2013 Arbour y Currie también revalidaron su separación. Debido a que está relativamente completo, el holotipo de Scolosaurus cutleri ha formado la base de muchas reconstrucciones de Euoplocephalus tutus.